# 2K解像度

一般的なディスプレイ解像度の比較

2K解像度（にケイかいぞうど、ツーケイかいぞうど、英語: 2K resolution）は、ディスプレイ解像度が約2,000ピクセルのディスプレイデバイスまたはコンテンツの総称。映写業界では、デジタル・シネマ・イニシアチブが2K出力の主要な標準であり、2Kの解像度を2,048×1,080と定義している。

## 解像度
| フォーマット                                          | 解像度      | ディスプレイ・アスペクト比   | ピクセル  |
| ----------------------------------------------------- | ----------- | ---------------------------- | --------- |
| デジタル・シネマ・イニシアチブ 2K（ネイティブ解像度） | 2048 × 1080 | 1.90：1（256：135、〜17：9） | 2,211,840 |
| DCI 2K（フラットクロップド）                          | 1998 × 1080 | 1.85：1                      | 2,157,840 |
| DCI 2K（シネマスコープクロップド）                    | 2048 × 858  | 2.39：1                      | 1,755,136 |

## 1080pとの比較
時折、1080pが2K解像度の定義に含まれていた。1,920×1,080の水平解像度は約2,000ピクセルと見なすことができるが、Webコンテンツやビデオ制作に関する書籍、映画のリファレンスと定義を含むほとんどのメディアは、1080pと2Kの解像度を別々に定義している。
1080pの垂直解像度はDCI2K解像度（1080ピクセル）と同じであるが、水平解像度は2K解像度形式の範囲よりも小さくなる。
公式の参考資料によると、DCIおよび業界標準は、2Kおよび4K解像度に関する文献で1080pを2K解像度として公式に認めていない。